# Radon (Orne)
Radon is een plaats en voormalige gemeente in het Franse departement Orne in de regio Normandië en telt 992 inwoners (1999). De plaats maakt deel uit van het arrondissement Alençon.

## Geschiedenis
Op 1 januari 2016 fuseerde Radon met de gemeenten Forges en Vingt-Hanaps tot de gemeente Écouves. 

## Geografie
De oppervlakte van Radon bedraagt 20,0 km², de bevolkingsdichtheid is 49,6 inwoners per km².
De onderstaande kaart toont de ligging van Radon (Orne) met de belangrijkste infrastructuur en aangrenzende gemeenten.

## Demografie
Onderstaande figuur toont het verloop van het inwonertal (bron: INSEE-tellingen).

## Geboren in Radon
- Paul Le Flem, 18 maart 1881, Frans componist